# Gouvernement Laar II
 (août 2023).
Si vous disposez d'ouvrages ou d'articles de référence ou si vous connaissez des sites web de qualité traitant du thème abordé ici, merci de compléter l'article en donnant les références utiles à sa vérifiabilité et en les liant à la section « Notes et références ».
République d'Estonie
Siimann S. Kallas
Le gouvernement Laar II (en estonien : Mart Laari teine valitsus) est le gouvernement de la république d'Estonie entre le 25 mars 1999 et le 28 janvier 2002, durant la neuvième législature du Riigikogu.

## Coalition et historique
Dirigé par l'ancien Premier ministre conservateur Mart Laar, ce gouvernement est constitué et soutenu par une coalition entre l'Union Pro Patria (IL), le Parti de la réforme d'Estonie (ERE) et le Parti populaire modéré (RM). Ensemble, ils disposent de 53 députés sur 101, soit 52,5 % des sièges du Riigikogu.
Il est formé à la suite des élections législatives du 7 mars 1999 et succède au gouvernement du libéral Mart Siimann, constitué et soutenu par une coalition entre le Parti de la coalition d'Estonie (EK) et le Parti populaire rural estonien (EME). Lors du scrutin, le Parti du centre d'Estonie (EKE) arrive en tête, tandis que l'EK et l'EME subissent une déroute. Mart Laar, chef du gouvernement entre 1992 et 1994, et chef de file de l'IL, constitue alors une alliance avec l'ER, de l'ancien ministre des Affaires étrangères Siim Kallas, et le RM, de l'ex-Premier ministre Andres Tarand.
Au bout de presque trois ans, les désaccords idéologiques conduisent à la rupture de la coalition. Le ministre des Finances Siim Kallas parvient alors à former une coalition minoritaire avec l'EKE, ce qui lui permet de constituer son gouvernement.

## Composition
| Fonction                                            | Titulaire | Titulaire                                                                   | Parti |
| --------------------------------------------------- | --------- | --------------------------------------------------------------------------- | ----- |
| Premier ministre                                    |           | Mart Laar                                                                   | IL    |
| Ministre de l'Éducation                             |           | Tõnis Lukas                                                                 | IL    |
| Ministre de la Justice                              |           | Märt Rask                                                                   | ERE   |
| Ministre de la Défense                              |           | Jüri Luik                                                                   | IL    |
| Ministre de l'Environnement                         |           | Heiki Kranich                                                               | ERE   |
| Ministre de la Culture                              |           | Signe Kivi                                                                  | ERE   |
| Ministre des Affaires économiques                   |           | Mihkel Pärnoja (jusqu'au 5/10/2001) Henrik Hololei (à partir du 15/10/2001) | RM    |
| Ministre de l'Agriculture                           |           | Ivari Padar                                                                 | RM    |
| Ministre des Finances                               |           | Siim Kallas                                                                 | ERE   |
| Ministre de l'Intérieur                             |           | Jüri Mõis (jusqu'au 5/11/1999) Tarmo Loodus (à partir du 9/11/1999)         | IL    |
| Ministre des Affaires régionales                    |           | Toivo Asmer                                                                 | ERE   |
| Ministre des Affaires sociales                      |           | Eiki Nestor                                                                 | RM    |
| Ministre des Transports et des Communications       |           | Toivo Jürgenson                                                             | IL    |
| Ministre des Affaires étrangères                    |           | Toomas Hendrik Ilves                                                        | RM    |
| Ministre de la Population et des Affaires ethniques |           | Katrin Saks                                                                 | RM    |